# Atemgastest
Ein Atemgastest (verkürzt auch Atemtest genannt) ist ein diagnostisches Verfahren, bei dem die Ausatemluft eines Patienten analysiert wird. Anwendungsgebiete sind der Nachweis von Helicobacter pylori mit dem 13C-Harnstoff-Atemtest und Unverträglichkeiten einzelner Zuckerarten (vor allem Laktoseintoleranz) mit dem Wasserstoffatemtest oder auch der Rückschluss von Atemgaskonzentrationen auf Blutkonzentrationen zum Beispiel bei der Atemalkoholbestimmung.
Prinzipiell funktionieren viele Atemgastests ähnlich: Es wird eine Ausgangsprobe der Ausatemluft genommen, anschließend eine Testsubstanz verabreicht und dann eine oder mehrere weitere Proben der Ausatemluft genommen. Aus der unterschiedlichen Zusammensetzung der Luft vor und nach Verabreichung der Testsubstanz kann indirekt auf bestimmte krankhafte Veränderungen des Magen-Darm-Trakts geschlossen werden.

## Beispiele von Atemgastests

### 13C-Harnstoff-Atemtest
Für den 13C-Harnstoff-Atemtest wird dem Patienten Harnstoff verabreicht, der mit dem stabilen (d. h. nicht radioaktiven) Kohlenstoff-Isotop 13C markiert ist. Direkt vor der Harnstoffgabe und 30 Minuten danach wird jeweils eine Probe der Ausatemluft genommen. Zusätzlich wird dem Patienten kurz vor der Verabreichung der Harnstofflösung ein saures Getränk gegeben, um den Magenpförtner zu schließen und somit zu gewährleisten, dass die Harnstoff-Testlösung möglichst lange im Magen verbleibt. Wenn der Patient mit Helicobacter pylori infiziert ist, dann spalten die Bakterien in der Magenwand den Harnstoff unter anderem zu Kohlenstoffdioxid (CO2). Dieses wird abgeatmet und der Anteil des 13CO2 am Gesamt-CO2 vor und nach Harnstoffgabe mit einem Infrarotspektrometer bestimmt.

### Wasserstoffatemtest
Beim Wasserstoffatemtest wird zunächst der Wasserstoffgehalt der basalen Ausatemluft bestimmt. Dann wird dem Patienten – je nach Fragestellung – eine große Menge eines bestimmten Zuckers in wässriger Lösung verabreicht. Anschließend wird in kurzen Abständen (5–15 Minuten) erneut der Wasserstoffgehalt der Ausatemluft bestimmt. Im Darm vorhandene Bakterien sind in der Lage, den Zucker aufzunehmen und zu verstoffwechseln. Dabei entsteht gasförmiger Wasserstoff (H2), der über die Lunge abgeatmet wird.

### Alkoholtest
Beim Alkoholtest wird der Alkoholgehalt in der Ausatemluft bestimmt (z. B. mit einem Alcotest-Gerät). Da ein genauer Rückschluss von der Alkoholkonzentration in der Atemluft auf die Alkoholkonzentration im Blut nicht ohne weitere Informationen möglich ist (vgl. Atemgasanalyse), muss bei Bestätigung eines Anfangsverdachts ein Bluttest zur Validierung vorgenommen werden.